# Begins Here
Begins Here è il secondo album della band alternative metal The Butterfly Effect. Un disco dal forte impatto, registrato in pochi mesi. Gli argomenti trattati dai testi riguardano tematiche molto personali del cantante e frontman del gruppo Clint Boge, come la vulnerabilità, l'abuso e la resurrezione. Da notare i brani Without Wings e One Second of Insanity che, pubblicato come singolo, raggiunse la posizione n° 68 entro la fine del 2003.

## Tracce
1. Intro – 1:59
2. Perception Twin – 3:45
3. Consequence – 4:29
4. One Second of Insanity – 2:23
5. Crave – 3:57
6. Beautiful Mine – 4:18
7. Interlude – 1:24
8. Filling Silence – 4:41
9. Always – 3:59
10. Without Wings – 5:34
11. Overwhelmed – 3:31
12. A.D. – 5:10
13. Outro – 1:16

## Formazione
- Clint Boge
- Ben Hall
- Glenn Esmond
- Kurt Goedhart